# Pan Sonic
Pan Sonic (ранее Panasonic) (рус. Панасо́ник, Пан Со́ник, Пэн Со́ник) — финская группа, работающая в области экспериментальной электронной музыки.

## Характеристика
Несмотря на кажущуюся незамысловатость и простоту, музыка Pan Sonic имеет много корней, и её нельзя вписать в какие-то чётко определённые рамки. Сам Мика Вайнио часто замечает, что метод «Pan Sonic» — это использование минималистичных, «чистых», индустриальных звуков в комбинациях, более характерных для регги и даба. Среди других музыкальных течений, повлиявших на творчество группы, упоминается хип-хоп, рокабилли и кантри.
Музыка группы эволюционировала во времени — Pan Sonic начали свою творческую деятельность преимущественно с минимал-техно (примеры — альбом «Vakio» и мини-альбом «Osasto»), постепенно двигаясь в сторону панорамного, абстрактного эмбиента (альбомы «Kulma» и «A») и psy-эмбиента («Aaltopiiri»), musique concrète, японской шумовой музыки и индастриала («Kesto 234.48:4», «Katodivaihe»).
Самая монументальная на сегодняшний день работа коллектива — четверной альбом «Kesto 234.48:4» (число — общая длительность альбома) — не фокусируется на какой-либо определённой стилистике. Вместо этого, музыка концентрируется вокруг четырёх точек — четырёх дисков, каждый из которых — это одна из сторон творчества группы: 1 — индастриал, 2 — минимал-техно, 3 — абстрактный, «вакуумный» эмбиент и 4 — drone-эмбиент. Стоит заметить, что первоначально альбом планировался как триптих.

## История
Начали свою деятельность в 1993 году с мини-альбома Panasonic, выпущенного финской звукозаписывающей компанией Sähkö Recordings. Спустя некоторое время группа попадает в поле зрения известного лейбла Mute — в дальнейшем большинство работ группы издавалось именно этой компанией, а также её подразделением Blast First. Первоначальный состав группы: Мика Вайнио (фин. Mika Vainio, 1963—2017; более известен под псевдонимом Ø), Ильпо Вяйсянен (фин. Ilpo Väisänen, род. 1963; известен под псевдонимами Liima и Piiri) и Сами Сало (фин. Sami Salo, род. 1976; известен под псевдонимом Hertsi). Вскоре после выхода первого альбома Vakio Сами Сало, призванный на службу в армии, покидает группу, и Pan Sonic становится дуэтом.
Группа известна тем, что и в своих студийных записях, и в живых выступлениях часто использует самодельную технику самых разнообразных форм и конфигураций. Однако, в силу ряда причин группе пришлось частично отказаться от громоздких звукогенераторов в гастрольных турах. Pan Sonic трижды посещали Россию: в первый раз в 2002 году (клуб «16 тонн»), в 2003 году («Дом») и в 2009 году (клуб «Икра»).
Первоначальное название коллектива — Panasonic — в 1999 году пришлось видоизменить под давлением одноимённой компании по производству бытовой техники. Название третьего альбома — A — является своеобразным «посвящением» потерянной букве.
В ноябре 2004 года группа Pan Sonic получила государственную награду Финляндии за заслуги в области искусства, денежный эквивалент которой составил 13 000 евро.
30 апреля 2007 года вышел новый, шестой альбом коллектива под названием Katodivaihe (от фин. katodivaihe — катод-фаза). Впервые в истории группы в студийной записи была использована виолончель.
12 апреля 2017 года Мика Вайнио скончался в возрасте 53 лет.

## Названия
Большинство названий альбомов и композиций Pan Sonic — это финские простые или сложные слова. Ниже приводится примерный перевод наименований альбомов и некоторых наименований композиций:
- Vakio — константа
  - Alku — начало
  - Radiokemia — радиохимия
  - Paine — давление
  - Vaihe — этап
- Osasto — отдел
  - Parturi — парикмахер
  - Murto — пролом
- Kulma — угол
  - Teurastamo — скотобойня
  - Luotain — космический зонд
  - Aines — вещество
- A
  - Maa — земля
  - Pala — кусочек
  - Havainto — наблюдение
- Aaltopiiri — круги на воде
  -  Kone  — машина
  - Ensi — вначале…
  - Kuu — луна
  - Reuna-Alue — пограничная зона
  - Valli — плотина
- Kesto 234.48:4 — длительность: 234.48:4
  - Onkalo — полость
  - Routa-Olio — ледяное существо
  - Viemarimaailma — мир канализационных труб
  - Ilmenemismuoto — явление
  - Pakkasen Holvit — морозные узоры
  - Koljan Uni — сон рыбы
  - Selittamaton — непредсказуемость
  - Ilma — воздух
  - Sateily — радиация

Примечательно, что одна из композиций второго диска «Kesto» называется Prospekt Vernadskogo. Возможная причина тому — впечатления от посещения Москвы в 2003 году.

## Вне группы
Как сольный исполнитель, наибольшую известность получил Мика Вайнио со своим псевдонимом Ø. В основном, работы Ø издаются звукозаписывающей компанией Sähkö Recordings (например, альбомы «Metri» и «Aste») и по большей части представляют собой минимал-техно. Под своим обычным именем Мика Вайнио издаётся на лейбле Touch (например, альбом «In The Land Of The Blind One-Eyed Is King»), и эта его музыка характеризуется большей экспериментальностью и аритмичностью.
Оба члена группы активно участвуют в совместных проектах и живых выступлениях — в качестве примера можно привести совместные работы с Аланом Вега под псевдонимом VVV (сокращение от Vainio / Väisänen / Vega) и проект Angel (Ильпо Вяйсянен и немецкий электронный музыкант Schneider TM).

## Основная дискография

### Альбомы
- Vakio (1995)
- Kulma (1997)
- A (1999)
- Aaltopiiri (2001)
- Kesto 234.48:4 (2004)
- Katodivaihe (30 апреля 2007)
- Gravitoni[7] (24 мая 2010)

### DVD
- Kuvaputki / Cathode Ray Tube / Set (31 марта 2008) — представляет собой экспериментальный документальный фильм, спродюсированный и созданный американским режиссёром Эдвардом Куистом (Edward Quist) в течение нескольких лет. Также в создании фильма принимали участие Дерек Груен (Derek Gruen), гитарист группы Scissor Sisters, и Майкл Варгула (Michael Wargula). Музыкальной составляющей послужили работы коллектива. В фильме использованы фотографии и видеоролики разных выступлений Пан Соник.

### Мини-альбомы и синглы
- Panasonic EP (1994)
- Osasto EP (1996)
- Arctic Rangers 2x7" (1998)
- Medal 12" (с участием Алана Вега) (1998)
- B EP (1999)

### Некоторые совместные работы
- Angel (Ильпо Вяйсянен и Schneider TM) (2002)
- V (Pan Sonic с участием Merzbow) (2003)
- Endless (Vainio / Väisänen / Vega) (1998)
- Resurrection River (Vainio / Väisänen / Vega) (2005)
- Che (Pan Sonic с участием Sunn O)))) (2009)

### Русскоязычные
- Sound Proector: Pan Sonic
- Музпросвет: Pan Sonic (краткая справка)
- music.com.ua: «Заслуги Pan Sonic признали на родине»

### Англоязычные
- Pan Sonic на discogs.com:
  - Panasonic
  - Pan Sonic
  - Мика Вайнио
  - Ø
  - Ильпо Вяйсянен
  - Сами Сало (Hertsi)
- Pan Sonic: новости, дискография, фото, ссылки
- Mute.com: Pan Sonic (недоступная ссылка)
- Boomkat: обзор альбома Katodivaihe
- Свод обзоров на metacritic.com: Kesto 234.48:4
- Свод обзоров на metacritic.com: Aaltopiiri
- Phinnweb blogspot: «Pan sonic receives Finnish State Prize for Arts»
- Sähkö Recordings
- Mute Records: Pan sonic (недоступная ссылка)
- Интервью 1999 года
- Интервью 2001 года
- Интервью 2006 года (в формате QuickTime)